# Бобслей на зимних Олимпийских играх 1964
Соревнования по бобслею на зимних Олимпийских играх 1964 года прошли с 31 января по 7 февраля в пригороде Инсбрука Игльсе. Бобслей вернулся в Олимпийскую программу после отсутствия на Играх 1960 года в Скво-Вэлли. Организаторы прошлых соревнований провели опрос среди всех участников, и оказалось, что только девять стран собираются выставлять свои национальные команды. Поэтому тогда было принято решение исключить этот вид спорта. Международная федерация бобслея и тобоггана пришла в ярость и обратилась в Международный олимпийский комитет с требованием отменить решение, но безрезультатно. Лоббирование интересов продолжалось, и вскоре бобслей вновь стал частью олимпийской программы.
Новую трассу построили в семи километрах южнее Инсбрука, в местечке под названием Игльс. Длина трассы составляла 1506 м при высоте в 138 м и среднем градиенте 9,2 %. Точка старта находилась на высоте 1133 м над уровнем моря, траектория имела 14 поворотов. Объект сдали в эксплуатацию аккурат к чемпионату мира 1963 года, где безоговорочную победу одержали итальянские сборные, особенно успеха добились экипажи, управляемые пилотами Эудженио Монти и Серджио Дзардини.
Были разыграны два комплекта наград, в соревнованиях приняли участие 81 человек из 11 стран мира. Примечательно, что золотые медали достались Великобритании и Канаде, странам, которые на тот момент не имели ни одной санно-бобслейной трассы. Британцы избрали местом тренировок трассу в швейцарском Санкт-Морице, тогда как канадцы работали в американском Лейк-Плэсиде, расположенном близ Нью-Йорка. Обеим сборным оказал поддержку их главный конкурент из итальянской команды, Эудженио Монти. Будучи добропорядочным человеком, он во время соревнований двоек одолжил британцам одну важную деталь взамен сломавшейся, а когда дело дошло до четырёхместных экипажей, помог канадцам починить повреждённый боб. Этот случай считается одним из самых ярких проявлений благородства в спорте, так как сам Монти этими поступками фактически лишил себя золота. Тем не менее, на следующей Олимпиаде его заветная мечта исполнилась, он стал олимпийским чемпионом, причём сразу в двух дисциплинах.

## Медали

### Общий зачёт
| Общее количество медалей |                |        |         |        |       |
| Место                    | Страна         | Золото | Серебро | Бронза | Всего |
| 1                        | Канада         | 1      | 0       | 0      | 1     |
| 1                        | Великобритания | 1      | 0       | 0      | 1     |
| 3                        | Италия         | 0      | 1       | 2      | 3     |
| 4                        | Австрия        | 0      | 1       | 0      | 1     |

### Медалисты
| Дисциплина       | Золото                                                           | Серебро                                                                     | Бронза                                                                        |
| Мужчины-двойки   | Великобритания · Энтони Нэш · Робин Диксон                       | Италия · Серджо Дзардини · Романо Бонагура                                  | Италия · Эудженио Монти · Серджио Сьорпаэс                                    |
| Мужчины-четвёрки | Канада · Виктор Эмери · Питер Кёрби · Дуглас Энакин · Джон Эмери | Австрия · Эрвин Талер · Адольф Кокседер · Йозеф Найрц · Райнхольд Дурнталер | Италия · Эудженио Монти · Серджио Сьорпаэс · Бенито Ригони · Джильдо Сьорпаэс |